# Јавна потрошња
Јавна потрошња  представља потрошњу државних и локалних власти, и државних инвестиција које финансира државна влада. То је новац утрошен од стране владе да плати издатке за одбрану, развојне пројекте, образовање, здравство, инфраструктуру, јавне службе, и друге државне потребе, итд.

## Извор
- Мали економски речник.  978-86-7474-031-6.